# تربية بيئية

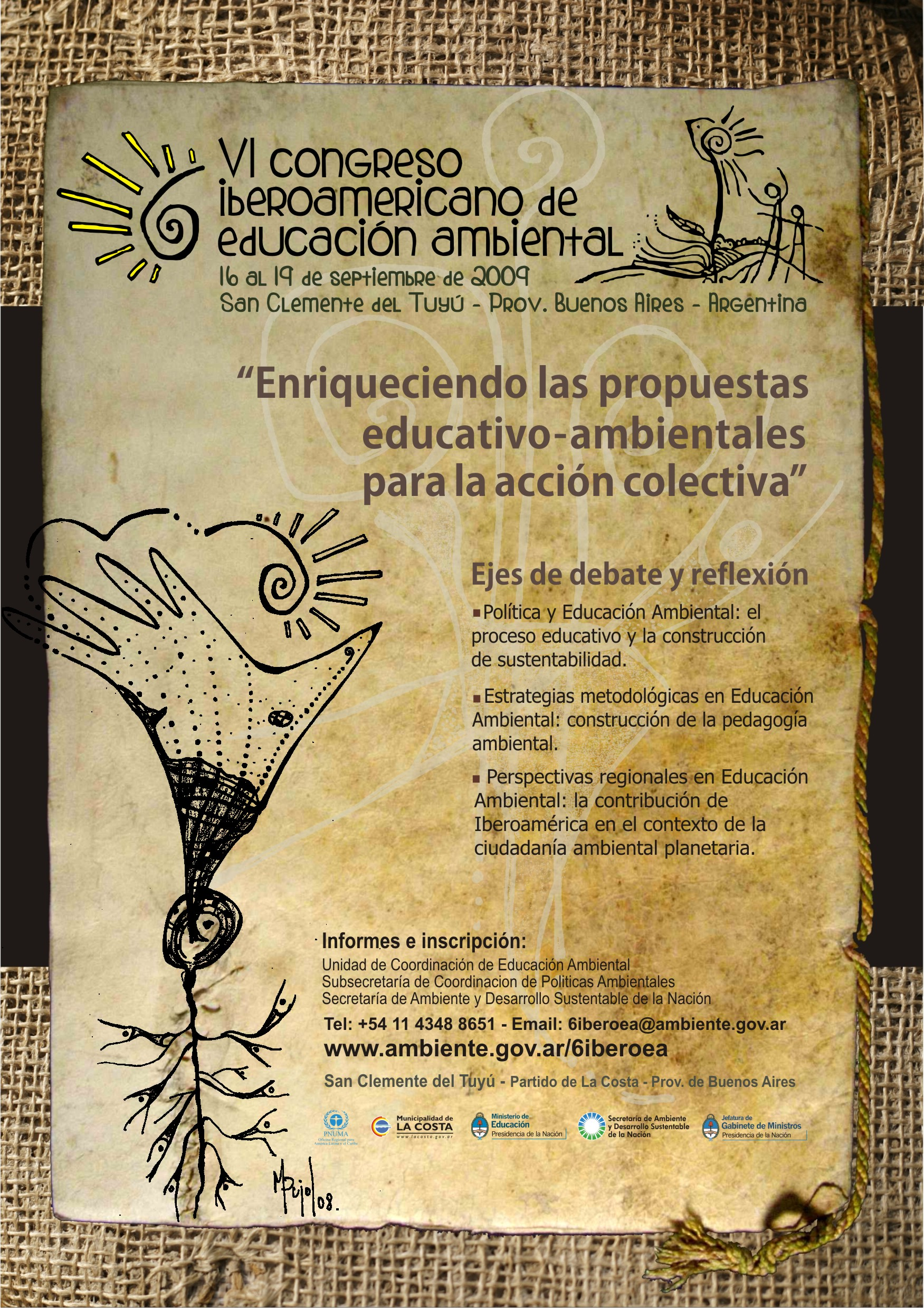
ملصق المؤتمر السادس الأمريكي اللاتيني للتربية البيئية الذي إنعقد من 16 إلى 19 سبتمبر 2009 في مدينة سان كليمنتي ديل تويو في مقاطعة بوينس آيرس،

التربية البيئية أو التعليم البيئي (بالإنجليزية: Environmental education)‏ تشير إلى الجهود المنظمة لإدخال التعليم حول الكيفية الوظيفة للبيئات الطبيعية وبشكل خاص كيف يمكن للبشر إدارة سلوكهم والنظام البيئي في سبيل العيش بطريقة مستدامة. وكثيرا ما يستخدم هذا المصطلح ليعني التعليم في ضمن النظام المدرسي من المرحلة الابتدائية إلى مرحلة ما بعد الثانوية. ومع ذلك، يتم استخدامه في بعض الأحيان على نطاق أوسع لتشمل جميع الجهود لتثقيف الجماهير العامة وغيرها، بما في ذلك المواد المطبوعة، والمواقع، والحملات الإعلامية، الخ وتشمل التخصصات ذات التعليم في الهواء الطلق والتعليم التجريبي.
التربية البيئية هي عملية تعلم تهدف إلى زيادة معرفة الناس ووعيهم حول البيئة والتحديات المرتبطة بها وتسهم في تطوير المهارات والخبرات اللازمة لمواجهة التحديات وتعزز المواقف والدوافع والالتزامات على اتخاذ قرارات مستنيرة واتخاذ إجراءات مسؤولة (اليونسكو، إعلان تبليسي 1978).

## اليونسكو والتوعية والتربية البيئية
يعود تدخل اليونسكو في التوعية والتربية البيئية إلى بدايات المنظمة، حيث أنشأت في عام 1948 الاتحاد الدولي لحفظ الطبيعة (آي يو سي إن)، الذي يسمى اليوم الاتحاد العالمي لحفظ الطبيعة، وهي أول منظمة غير حكومية رئيسية مكلفة بالمساعدة في الحفاظ على البيئة الطبيعية. شاركت اليونسكو أيضًا عن قرب في عقد مؤتمر الأمم المتحدة الدولي المعني بالبيئة البشرية في ستوكهولم، السويد عام 1972، والذي أدى إلى إنشاء برنامج الأمم المتحدة للبيئة (يونيب). بعد ذلك، على مدار عقدين من الزمن، قادت اليونسكو واليونيب البرنامج الدولي للتربية البيئية (1975-1995)، الذي وضع رؤية وقدم توجيهات عملية بشأن كيفية إدارة التعليم للتوعية البيئية. في عام 1976، أطلقت اليونسكو صحيفة إخبارية حول التربية البيئية «كونيكت» كونها الجهاز الرسمي للبرنامج الدولي للتربية البيئية الخاص باليونسكو وبرنامج الأمم المتحدة للبيئة (آي إي إي بي). عملت بمثابة مركز لتبادل المعلومات حول التربية البيئية (إي إي) بشكل عام ولتعزيز أهداف وأنشطة البرنامج الدولي للتربية البيئية على وجه الخصوص، فضلاً عن كونها شبكة للمؤسسات والأفراد المهتمين والنشطين في مجال التربية البيئية حتى عام 2007.
أدى التعاون طويل الأمد بين اليونسكو وبرنامج الأمم المتحدة للبيئة (يونيب) في مجال التربية البيئية (ومن ثم فيما بعد التعليم من أجل التنمية المستدامة) أيضًا إلى المشاركة في تنظيم أربعة مؤتمرات دولية رئيسية حول التربية البيئية منذ عام 1977: المؤتمر الحكومي الدولي الأول حول التربية البيئية في تبيليسي، جورجيا (أكتوبر 1977)؛ مؤتمر «إستراتيجية العمل الدولية في مجال التعليم والتدريب البيئي في عقد التسعينيات» في موسكو، الاتحاد الروسي (أغسطس 1987)؛ المؤتمر الدولي الثالث «البيئة والمجتمع: التعليم والتوعية العامة من أجل الاستدامة» في سالونيك، اليونان (ديسمبر 1997)؛ والمؤتمر الدولي الرابع للتربية البيئية نحو مستقبل مستدام في أحمد آباد، الهند (نوفمبر 2007). سلطت هذه الاجتماعات الضوء على الدور المحوري الذي يلعبه التعليم في التنمية المستدامة. في مؤتمر تبليسي عام 1977، استُكشف الدور الأساسي لـ «التعليم في المسائل البيئية» بشكل كامل (كما جاء في توصيات مؤتمر ستوكهولم عام 1972). كان هذا المؤتمر الذي نظمته اليونسكو بالتعاون مع برنامج الأمم المتحدة للبيئة (يونيب)، أول مؤتمر حكومي دولي في العالم حول التربية البيئية. في تصريح تبليسي اللاحق، فُسّرت البيئة في «شموليتها -طبيعيّة ومبنيّة، تقنية واجتماعية (اقتصادية، سياسية، ثقافية، تاريخية، أخلاقية، جمالية)» (يونسيكو يونيب، 1977، النقطة 3). تجاوزت الأهداف الموضوعة للتربية البيئية علم البيئة في المناهج الدراسية وشملت تطوير «الوعي الواضح، والاهتمام بالترابط الاقتصادي والاجتماعي والسياسي والبيئي في المناطق الحضرية والريفية» (المرجع نفسه، النقطة 2) التي أصبحت أحد القواعد الرئيسية للتعليم من أجل التنمية المستدامة.

## تركيز
تركز التربية البيئية على:
1. التعامل مع المواطنين من كافة الفئات السكانيّة.
2. التأمل بشكل نقدي وأخلاقي وإبداعي عند تقييم القضايا البيئية.
3. إصدار أحكام مُثقفة بشأن تلك القضايا البيئية.
4. تطوير المهارات والالتزام بالعمل بشكل مستقل وجماعي للحفاظ على البيئة وتعزيزها.
5. تعزيز تقديرهم للبيئة؛ ما يؤدي إلى تغيُّر إيجابي في السلوك البيئي (بامبرغ وماوسر، 2007؛ والس وآخرون، 2014).

## خصائص
هناك بعض الصفات المركزية المُتضمنة في التربية البيئية والتي تعتبر مساهمات مفيدة للفرد.
التربية البيئية:
1. تعزز حل المشكلات الحقيقية على أرض الواقع.[2]
2. تقوي النشاط البدني وجودة النظام الغذائي.[3]
3. تحسّن التواصل/ القيادة عند العمل ضمن مجموعات.[4]

## نبذة تاريخية
نوقش مفهوم التربية البيئية في عديد من المؤتمرات والاجتماعات الدولية والإقليمية والمحلية واختلفت الاراء في بعض جزيئات هذا المفهوم فيرى البعض انها «العملية المنظمة لتكوين القيم والاتجاهات والمهارات اللازمة لفهم العلاقات المعقدة التي تربط الإنسان وحضارته بالبيئة، ولاتخاذ القرارات المناسبة المتصلة بنوعية البيئة، وحل المشكلات القائمة، والعمل على منع ظهور مشكلات بيئية جديدة». بينما يرى اخرون انها «عملية تنمية للاتجاهات والمفاهيم للمهارات والقدرات عند الافراد في اتجاه معين فالتربية دائما تسعى إلى التعرف على حاجات ومشكلات الفرد والمجتمعات وايجاد الحلول الواقعية لها بمختلف الوسائل». يعتبر كثير من العلماء ان الاهتمام بالتربية البيئية قد بدا مع بداية مؤتمر ستوكهولم المنعقد بالسويد في المدة من 5 إلى 16 من يونيو عام 1972 . منهم من يقول ان البدء بالاهتمام بالتربية البيئية بدأ في عصور قديمة عندما وضع القدماء المصريون اللبنة الأولى لعلم التربية البيئية على أساس أنهم أول من وضعوا أسس حماية مصادر الثروة الطبيعية وفي مقدمتها المياه عندما اقاموا السدود واقاموا مقاييس النيل وحفروا الترع والقنوات
ولقد نالت الترية البيئية العديد من التعريفات نذكر منها على سبيل المثال لا الحصر:
- عرف مؤتمر تبليسي التربية البيئية عام 1977 بأنها عملية إعادة توجيه وربط لمختلف فروع المعرفة والخبرات التربوية بما ييسر الإدراك المتكامل للمشكلات ويتيح القيام بأمال عقلانية للمشاركة في مسؤولية تجنب المشكلات البيئية والارتقاء بنوعية البيئة. وأكد إعلان تبليسي على أن التربية البيئية ترمي بشكل أساسي إلى تعريف الأفراد والجماعات بطبيعة البيئة بشقيها الطبيعي والمشيد الناتجة من تفاعل مكوناتها البيولوجية والطبيعية والاجتماعية والاقتصادية والثقافية وكذلك اكتساب المعارف والقيم والإتجاهات والمهارات التي تساعدهم على الإسهام المسؤول والفعال في بلورة حلول للمشكلات الاجتماعية وتدبير أمور نوعية الحياة في البيئة.
- بينما عرفت التربية البيئية كما ورد في المؤتمر الدراسي عن التربية البيئية الذي نظمته اللجنة القومية الفنلندية عام 1974 بأنها إحدى وسائل تحقيق حماية البيئة وانها تعتبر في حد ذاتها فرعاً منفصلاً عن العلم أو موضوعاً مستقلاً للدراسة ولكن لا بد ان تؤخذ تبعاً لمبدأ التكامل بين العلوم في برنامج التربية مدى الحياة.
- كما عرفت جامعة إلينوي بالولايات المتحدة عام 1970 التربية البيئية بانها نمط من التربية يهدف إلى معرفة القيم وتوضيح المفاهيم والمهارات اللازمة لفهم وتقدير العلاقات التي تربط بين الإنسان وثقافتة وبيئتة البيو فيزيائية كما انها تعنى التمرس على اتخاذ القرارات ووضع قانون للسلوك بشان الوسائل المتعلقة بنوعية البيئة.

## أهداف التربية البيئية
لقد صاغ عشرون من الخبراء العالميون في التربية البيئية ميثاق بلغراد عن التربية البيئية عام 1975 وقد نص هذا الميثاق على ان هدف التربية البيئية هو:
تكوين مواطنيين لديهم الوعى والاهتمام بالبيئة في كليتها وبالمشكلات المرتبطة بها ولديهم المعرفة والاتجاهات والدوافع والالتزامات والمهارات للعمل فرادى وجماعات لايجاد حول للمشكلات القائمة ومنع حدوث مشكلات جديدة وهذا الهدف وحده كاف لكى تنهض أي دوله التربية البيئية. ولقد صاغ الميثاق اهداف التربية البيئية على النحو التالى:
1. الوعى: معاونة الافراد والجماعات على اكتساب الوعى الحس المرهف بالبيئة بجميع جوانبها وبالمشكلات المرتبطة بها.
2. المعرفة: اتاحة الفرصة للافراد والجماعات لاكتساب خبرات متنوعة والتزود بفهم اساسى لها ومشكلاتها المتعلقة بها.
3. المهارات: معاونة الافراد والجماعات على اكتساب المهارات لتحديد المشكلات البيئية وحلها.
4. الاتجاهات والقيم: اكساب الافراد والجماعات مجمعة من الاتجاهات والقيم ومشاعر الاهتمام بالبيئة وحوافز المشاركة الايجابية في حمايتها وتحسينها.
5. المشاركة: اتاحة الفرصة للافراد والجماعات للمشاركة على كافة المستويات في العمل على حل المشكلات التي تعتبر مشكلات ملحة تتطلب اتخاذ الإجراءات المناسبة لها فمشكلة ثقب الاوزون تتطلب معونة كل الدول لحلها.
6. القدرة على التقويم: معاونة الافراد والجماعات على تقويم مقاييس وبرامج ترية بيئية في ضوء العوامل الاقتصادية والاجتماعية والطبيعية والنفسية والجمالية والثقافية.[5]